# Gewandhaus-Bläserquintett
Das Gewandhaus-Bläserquintett ist ein Holzbläserquintett, das sich aus Musikern des Gewandhausorchesters zusammensetzt. Es ist die älteste noch bestehende kammermusikalische Vereinigung dieser Art.

## Geschichte
Im Jahr 1896 taten sich fünf Holzbläser des Gewandhausorchesters zusammen, unter ihnen der Oboist Alfred Gleißberg (1864–1963) als Initiator und der Hornist Friedrich Gumpert (1841–1906), und bildeten ein Quintett, um der Bläser-Kammermusik größere Geltung zu verschaffen, und präsentierten sich erstmals dem Publikum. Das Ganze wurde vom Gewandhauskapellmeister Arthur Nikisch gefördert.
Das Ensemble etablierte sich gut und reiste 1923 zu Gastspielen in die Schweiz. Im Mittelpunkt der aktuellen musikalischen Tätigkeit stehen die Anrechtskammermusiken im Gewandhaus. Es reist aber auch regelmäßig zu Konzerten im ehemaligen Zisterzienserkloster Walkenried. Gastspiele gab es auch im Kammermusiksaal des Bonner Beethoven-Hauses, beim Musikfestival Rhein/Ruhr, beim Musikfestival Mecklenburg-Vorpommern, beim Philharmonischen Kammermusikfest der Berliner Philharmoniker, in der Kölner Philharmonie, beim „dreiklang“-Musikfestival, in den Klöstern Alpirsbach, Maulbronn und Bebenhausen sowie in der Dresdner Semperoper. Konzertreisen führten das Ensemble in die USA, nach Südkorea, nach Japan und in die Schweiz.
1979 erhielt das Gewandhaus-Bläserquintett den Kunstpreis der Stadt Leipzig. 

## Besetzung
Im April 2021 lautete die Besetzung des Quintetts aus Instrumentalsolisten des Gewandhausorchesters
- Katalin Stefula, Flöte
- Simon Sommerhalder, Oboe
- Thomas Ziesch, Klarinette
- Ralf Götz, Horn
- Albert Kegel, Fagott

Frühere Mitglieder des Gewandhaus-Bläserquintetts waren unter anderen die Flötisten Heinz Hörtzsch und Wolfgang Loebner, die Oboisten Rudolf Kempe, Peter Fischer und Uwe Kleinsorge, die Klarinettisten Heinrich Bading, Kurt Hiltawsky und Klaus Stöckel, die Hornisten Albin Frehse, Erich Penzel und Waldemar Schieber sowie die Fagottisten Carl Schaefer, Gerd Schulze und Werner Seltmann.

## Repertoire
Neben dem klassischen Quintettrepertoire mit zum Beispiel Werken von Franz Danzi, Anton Reicha und August Klughardt gelangen auch Kompositionen des 20. Jahrhunderts zur Aufführung. In der jüngeren Geschichte des Quintetts wurden Werke von Siegfried Thiele, Bernd Franke und Tilo Medek uraufgeführt. In erweiterter Besetzung sind Sextette und Oktette im Repertoire, wie auch Mozarts und Beethovens Quintette für Klavier und Holzbläser.